# 2015년 11월 파리 테러
2015년 11월 파리 테러(프랑스어: Attentats du 13 novembre 2015 en Île-de-France, 영어: November 2015 Paris Attacks)는 2015년 11월 13일 중앙유럽 표준시 21시 16분에 프랑스 파리의 1구, 10구, 11구, 파리 북부의 일드프랑스, 프랑스와 독일의 친선 축구 경기가 열린 생드니의 스타드 드 프랑스 근처 등 최소 7곳에서 발생한 동시 다발 연쇄 테러 사건이다. 최소 세 건의 폭발과 여섯 번의 총격이 있었고 바타클랑 극장에선 최소 60여명의 인질이 붙잡혀있는 것으로 알려졌다. 파리 인질극은 종료되었으나 이 과정에서 130여명이 사망했다. 또한 프랑스 경찰은 테러 과정에서 2건 이상의 자살 폭탄 테러가 발생했다고 밝혔다. 이 테러로 프랑수아 올랑드 대통령은 중앙유럽 표준시 23시 58분에 국가 비상사태를 선포하고 국경 봉쇄를 단행했다.
이슬람 국가(IS)는 테러가 자신들의 소행임을 밝혔다.

## 테러 공격
테러는 최소 6건의 총격과 3건의 자살폭탄을 포함하여 7건의 서로 다른 테러가 동시다발적으로 발생했다. 라퐁텐 거리, 카를 거리, 르 바타클랑에 총격 사건이 보고되었다.

### 프티 캉보주 식당 / 칼리옹 바 테러
파리 10구에 위치한 프티 캉보주 식당에 총격 사건이 일어나 최소 4명이 사망했다. 또한, 생마르탱 운하 근처에 위치한 칼리옹 바에서도 총격 사건이 일어났다. AP통신에 따르면 최소 11명 이상이 칼리옹 바 총격사건으로 사망했다고 전했다.

### 바타클랑 극장 인질극

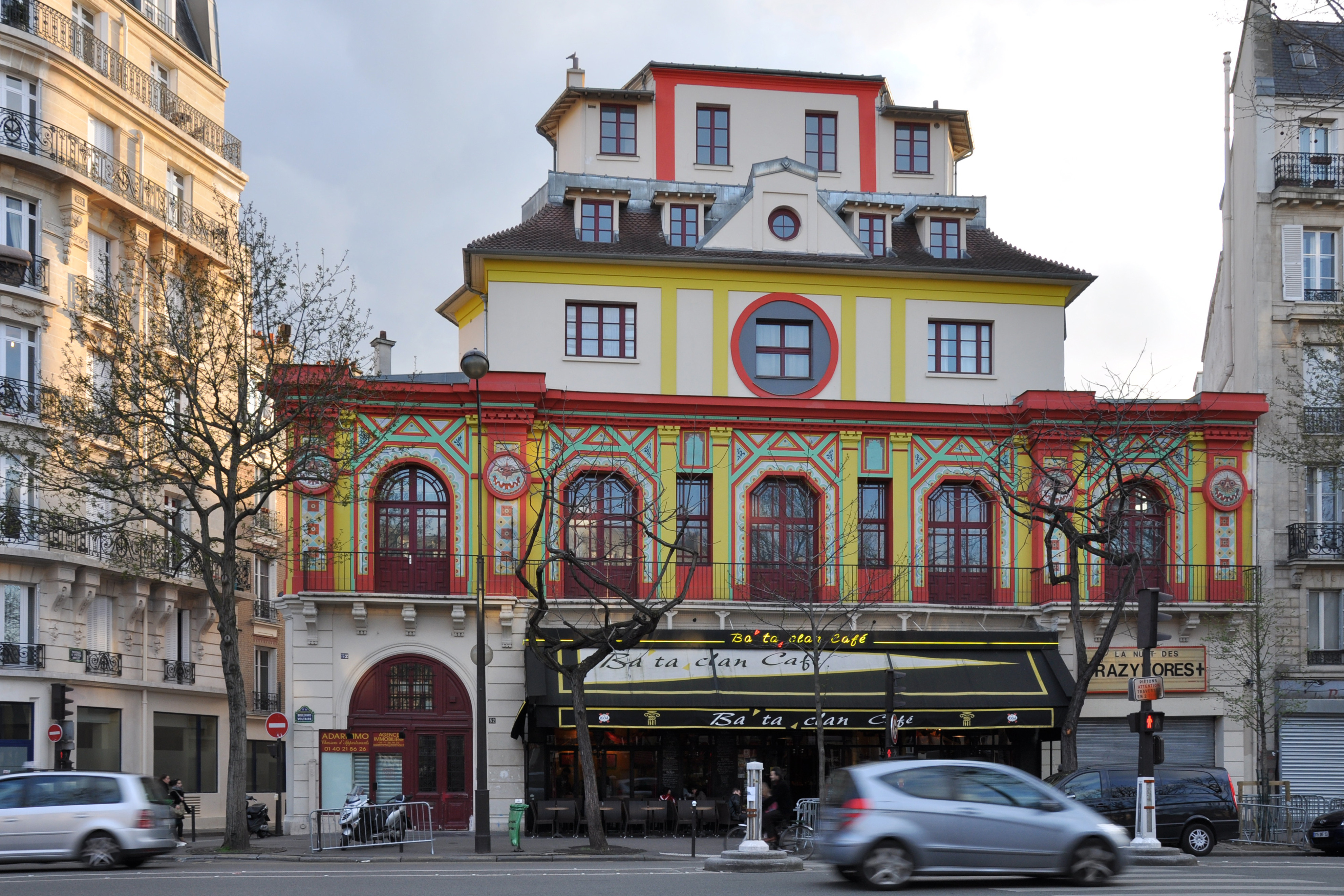
2008년에 촬영한 바타클랑.

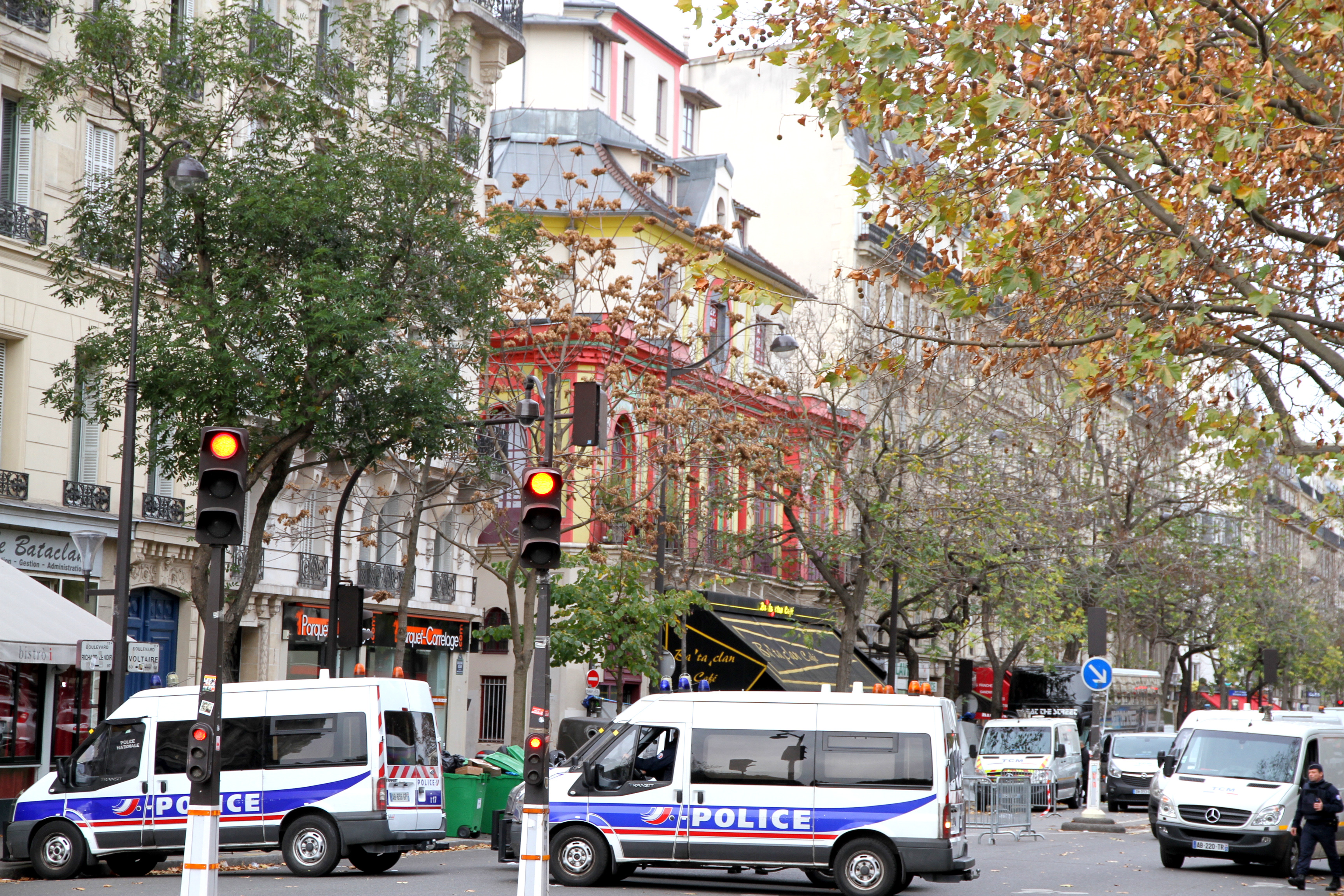
테러 이후 바타클랑 앞의 파리 경찰 경찰차

파리 11구에서 위치한 바타클랑 극장에서 관객 1,500명이 있는 가운데 미국 록밴드 이글스 오브 데스 메탈의 공연이 진행되는 도중 인질극이 일어났다. 밴드 멤버들은 부상자 없이 탈출하는 데 성공했다. 이 극장에서 대략 60명에서 100명이 인질이 되었다. 인질극에서 탈출한 사람 몇명은 범인 5~6명이 공격하기 직전 시리아 내전에 대해 언급했다고 말했다. 이후 경찰에 대한 추가 공격이 있었으며, 초기 신고 직후 출동한 경찰들은 극장 내부에서 총격이 일어났다고 말했다. 바타클랑 인질극 범인 중 한명은 폭발물을 가지고 있다고 밝혔다.
유럽 1의 기자 줄리앙 피어스는 바타클랑 내로 무장한 사람들이 들어갔으며, 마스크를 쓰지 않은 사람 두세명이 군중에게 무차별적으로 총격했다고 말했다. 경찰은 바타클랑 극장을 기습했으며, 이 결과 범인 2~3명이 사망했다. 이 포위전은 CET 기준 0시 58분에 종료되었다. 경찰은 극장 내로 진입하고 제압하는 과정에서 100여명이 사망했다고 밝혔다.

### 벨 레키프 테러
괴한 2명이 파리 11구의 페데르베 로에 위치한 라 벨 레키프(La Belle équipe) 바에 총격을 가했다. 르몽드에 따르면, 이 총격 사건으로 18명이 사망했다고 밝혔다.

### 스타드 드 프랑스 폭탄 테러
파리 교외 생드니에 위치한 프랑스 국립축구경기장인 스타드 드 프랑스 인근 술집에서 폭발이 일어나 최소 10명 이상이 부상을 입거나 사망했다. 프랑수아 올랑드 대통령은 당시 스타드 드 프랑스에서 열린 프랑스 축구 국가대표팀과 독일 축구 국가대표팀 간 친선경기를 관람하는 중이었다. 올랑드 대통령은 테러 직후 안전지역으로 대피했으며 베르나르 카즈뇌브 프랑스 내무부 장관은 즉시 비상 각료회의를 열었다. 이 경기는 텔레비전으로 생방송하는 중이었다. 경기는 중단되었고, 경기를 관람하던 사람들은 경기장 내에서 대기했고 경찰들은 경기장 출구에 또다른 폭발물이 있는지 수색했다.

### 볼테르 거리 테러
볼테르 거리에서 괴한 5~6명이 총격 테러를 일으켰다.

### 레 알 슈퍼마켓 폭탄 테러 및 총격
파리 중앙에 위치한 레 알 슈퍼마켓에서 자살폭탄 테러 및 총격 사건이 발생해 수십 명이 사망했다.

### 공화국 애비뉴 테러
르 파리지앵에 따르면, 헤퓌블릭 대로에서 테러가 발생하여 4명이 사망하고 중상자 11명, 경상자 10명이 발생했다고 말했다.

### 라퐁텐 거리 테러
스쿠터를 탄 남성이 르 파르 뒤 운하 근처에서 내려 뤼 드 라 퐁텐느와 뤼 드 라 파부르크 사원 교차로에서 총격을 가했다. 이로 인해 5명이 사망했다..

### 국적별 사망자
| 프랑스 *                                              | 106 |
| 알제리 *                                              | 3   |
| 벨기에 *                                              | 3   |
| 칠레                                                  | 3   |
| 스페인                                                | 3   |
| 이집트 *                                              | 2   |
| 독일                                                  | 2   |
| 멕시코 *                                              | 2   |
| 포르투갈 *                                            | 2   |
| 루마니아                                              | 2   |
| 세네갈                                                | 2   |
| 튀니지                                                | 2   |
| 부르키나파소                                          | 1   |
| 이탈리아                                              | 1   |
| 모로코                                                | 1   |
| 러시아                                                | 1   |
| 스웨덴                                                | 1   |
| 튀르키예 *                                            | 1   |
| 영국                                                  | 1   |
| 미국 *                                                | 1   |
| 베네수엘라                                            | 1   |
| 소계                                                  | 134 |
| * 일부 희생자는 다중국적자로 중복 계산되었을 수 있음. |     |

## 범인
사건 다음 날인 11월 14일, 이라크와 시리아를 중심으로 활동하는 테러조직 이슬람 국가(IS)는 테러가 자신들의 소행임을 주장했다. 2016년 1월 19일 IS는 자신들의 선전지 '다비크' 13호를 발행하며, 마지막 장에 '저스트 테러'(JUST TERROR)라는 제목 아래 파리 테러범 9명의 사진과 IS에서 사용한 이름을 공개했다.
| 이름                                                 | 상태                  | 나이 | 국적     | 혐의 |
| ---------------------------------------------------- | --------------------- | ---- | -------- | --- |
| 주범                                                 |                       |      |          | |
| 스타드 드 프랑스 테러범                              |                       |      |          | |
| 빌랄 하드피 (Bilal Hadfi)                            | 2015년 11월 13일 사망 | 20   | 프랑스   | 벨기에에서 거주한 프랑스 국적자로 스타드 드 프랑스 경기장 내 진입을 시도했으나 경비원에 의해 무산되자 곧바로 외부에서 자살 폭탄 테러를 감행했다. 모로코 출신 부모님에게서 태어났으며, 아버지가 암으로 사망한 뒤 이슬람 극단주의에 빠졌다. 벨기에 경찰에 체포되었다 풀려난 적이 있으며, 경찰은 그가 IS와 보코 하람을 옹호하며 시리아로 출국했다는 사실을 알고 있었다. 그의 이웃은 하드피가 학창 시절에 학교에서 문제를 일으켰으며, 자동차를 훔치고 사람들을 위협한 적이 있다고 말하며 18-19세 무렵 시리아로 넘어갔다고 말했다. 또한 하드피의 교사였다는 여성은 그가 IS의 인질 참수를 찬양해 우려한 적이 있었다고 벨기에 언론에 증언했다. 시리아 내전에 IS 조직원으로 참전한 뒤 2015년 초 벨기에로 돌아와 자살 폭탄 테러를 저질러 사망했다. |
| 신원 미상 우카샤 알이라키 (Ukashah Al-Iraqi)         | 2015년 11월 13일 사망 |      | 이라크   | 스타드 드 프랑스 경기장 외부에서 자살 폭탄 테러를 일으켜 사망했으며, 1990년 9월 10일 시리아 이드리브 주 출신인 아흐마드 알모함마드(Ahmad al-Mohammad)라는 이름이 기재된 여권이 발견되었다. 그는 10월 3일 그리스 레로스 섬을 통해 유럽으로 들어와 마케도니아와 세르비아, 크로아티아를 거쳐 서유럽에 도달했으며, 세르비아에서 난민으로 등록했다. 프랑스 수사 관계자는 시리아에서 사망한 정부군 "아흐마드 알모함마드"의 여권이 도난된 것으로 추정했다. 2016년 1월 19일 IS가 공개한 선전지에서 사진과 함께 "우카샤 알이라키"란 IS 내 활동명이 공개되었으나, 본명이나 구체적인 신상 정보는 공개되지 않았다. |
| 신원 미상 알리 알이라키 (Ali Al-Iraqi)               | 2015년 11월 13일 사망 |      | 이라크   | 스타드 드 프랑스 경기장 외부에서 자살 폭탄을 터트려 사망했다. 프랑스 경찰이 용의자의 사진을 공개하며 제보를 요청하자, 영국 BBC 방송은 그리스 레로스 섬으로 들어온 난민들의 서류를 검토한 결과 M. 알마흐무드(M. al-Mahmod)로 확인됐다고 보도했다. BBC는 그가 아흐마드 알모함마드 여권 소지자와 같이 10월 3일 레로스 섬에 들어왔으며, 두 사람이 함께 레로스 섬에서 페리 티켓을 구매해 유럽 본토로 들어온 다음 난민행렬에 섞여 프랑스 파리까지 이동한 것으로 추정했다. 2016년 1월 19일 IS가 공개한 선전지에서 사진과 함께 "알리 알이라키"란 IS 내 활동명이 공개되었으나, 본명이나 구체적인 신상 정보는 공개되지 않았다. |
| 파리 거리 테러범                                     |                       |      |          | |
| 브라힘 압데슬람 (Brahim Abdeslam)                    | 2015년 11월 13일 사망 | 31   | 프랑스   | |
| 차킵 아크로 (Chakib Akrouh)                          | 2015년 11월 18일 사망 | 25   | 벨기에   | |
| 압델하미드 아바우드 (Abdelhamid Abaaoud)             | 2015년 11월 18일 사망 | 28   | 벨기에   | |
| 바타클랑 극장 테러범                                 |                       |      |          | |
| 이스마엘 오마르 모스테파이 (Ismaël Omar Mostefaï)    | 2015년 11월 13일 사망 | 29   | 프랑스   | |
| 사미 아미무르 (Samy Amimour)                         | 2015년 11월 13일 사망 | 28   | 프랑스   | |
| 푸에드 모하메드아가드 (Foued Mohamed-Aggad)          | 2015년 11월 13일 사망 | 23   | 프랑스   | |
| 공범                                                 |                       |      |          | |
| 아스나 아이트 불라센 (Hasna Aït Boulahcen)           | 2015년 11월 18일 사망 | 26   | 프랑스   | |
| 자와드 벤다우드 (Jawad Bendaoud)                     |                       | 29   | 프랑스   | |
| 모하메드 수마 (Mohamed Soumah)                       |                       | 25   | 무국적자 | |
| 살라 압데슬람 (Salah Abdeslam)                       |                       | 26   | 프랑스   | |
| 모하메드 아브리니 (Mohamed Abrini)                   |                       | 30   | 벨기에   | |
| 모하메드 암리 (Mohammed Amri)                        |                       | 27   | 벨기에   | |
| 함자 아투 (Hamza Attou)                              |                       | 21   | 벨기에   | |
| 라제즈 아브라이미 (Lazez Abraimi)                    |                       | 39   | 모로코   | |
| 알리 울카디 (Ali Oulkadi)                            |                       | 31   | 벨기에   | |
| Abdeilah Chouaa                                      |                       | 35   | 벨기에   | |
| Mohamed Bakkali                                      |                       | 28   | 벨기에   | |
| Samir Zarioh                                         |                       | 20   | 프랑스   | |
| Bilal Pierre Ndjeka                                  |                       | 28   | 벨기에   | |
| Abdoullah Courkzine                                  |                       | 30   | 벨기에   | |
| Ayoub Bazarouj                                       |                       | 22   | 벨기에   | |
| Zakaria Jaffal                                       |                       | 30   | 벨기에   | |
| 모하메드 벨카이드 (Mohamed Belkaïd)                  | 2016년 3월 15일 사망  | 35   | 알제리   | |
| 신원 미상 모니르 아흐메드 알라즈 (Monir Ahmed Alaaj) |                       |      |          | |
| 아비드 아베르칸 (Abid Aberkan)                       |                       |      |          | |
| 제밀라 M. (Djemila M.)                               |                       |      |          | |
| 신원 미상 미체포자                                   |                       |      |          | 2015년 11월 23일 폭탄 벨트 조사 과정에서 DNA 발견. |
| 나짐 라크라위 (Najim Laachraoui)                     |                       | 24   |          | |
| 사샤 W. (Sascha W.)                                  |                       | 34   |          | |
| 아흐메드 다마니 (Ahmed Dahmani)                      |                       | 26   | 벨기에   | |
| Adel Haddadi                                         |                       | 28   | 알제리   | |
| Muhammad Usman                                       |                       | 22   | 파키스탄 | |
| Gelel Attar                                          |                       |      | 벨기에   | |

## 반응

### 프랑스 국내

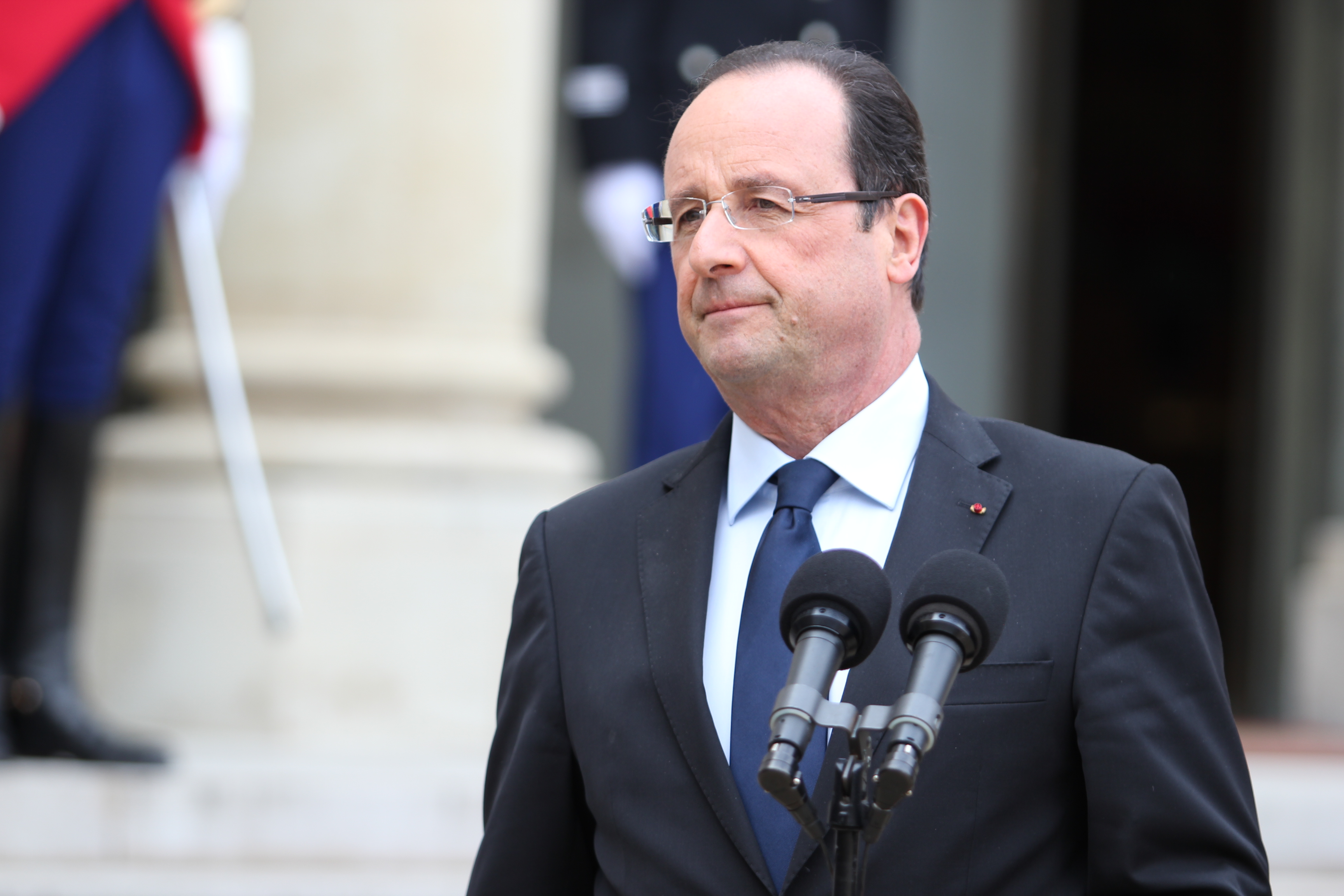
프랑스의 대통령 프랑수아 올랑드 대통령이 스타드 드 프랑스 경기장에서 파리 테러에 관하여 이야기를 하고 있다.

프랑스의 대통령인 프랑수아 올랑드는 성명을 발표하면서 테러에 대해 프랑스인은 강인해야 한다고 말했다. 그리고 2015년 G-20 안탈리아 회담 방문 일정을 취소했다. 또한, 행정부는 안전을 위해 파리 시민들은 집 밖으로 나가지 말아달라고 권고했다.
또한, 올랑드 대통령은 이번 공격이 "혐오스럽고 야만적인"이라며 테러의 배후에 있는 자들에게 "무자비하게" 대응할 것이라고 밝혔다.
파리 샤를 드 골 공항 및 파리 오를리 공항에서 출발하는 항공편은 대부분 영향을 받지 않았다. 파리 10구, 11구에 위치한 파리 지하철역은 테러 우려로 운행을 정지했다. 또한, 11월 14일만 모든 공립 학교와 대학은 문을 닫았다.

### 프랑스 국외의 나라들
- UN: 반기문 유엔 사무총장이 "벨기에와 유럽연합은 인권과 민주주의, 평화적인 공존을 위해 계속 헌신해 증오와 폭력에 맞서나갈 것으로 믿는다"는 성명서를 발표했다.
- EU: EU 28개 회원국 정상과 EU기구 수장들은 22일 공동성명을 내고 브뤼셀 테러에 대해 "우리의 열린 민주주의 사회에 대한 공격"이라며 "벨기에와 함께 연대하고 힘을 합쳐 증오와 극단주의, 테러에 결연히 맞서 싸우겠다"고 강조했다.
- 일본: 아베 신조 총리는 벨기에 브뤼셀에서 발생한 연쇄 테러로 많은 시민이 희생된 것에 강한 분노와 충격을 받았다고 밝혔다.
- 중국: 외교부 화춘잉(華春瑩) 대변인이 22일 중국은 벨기에 수도 브뤼셀에서 일어난 연쇄 테러사건을 강력 규탄하며, 희생자들에게 애도의 뜻과 유가족 및 부상자들에게 위로의 말을 전한다고 밝혔다. 또한 중국 외교부와 벨기에 주재 중국대사관 측에서 사건을 면밀히 주시하며 중국인 사상자 유무에 촉각을 세우고 있다고 덧붙였다.
- 네덜란드: 마르크 뤼터 총리는 벨기에가 다시금 비겁하고 살인적인 공격을 당했다며, 피해자와 유족에게 위로의 말씀을 드린다고 말했다. 네덜란드는 어떤 방법으로든 남쪽 이웃을 돕기 위해 준비가 되었다고 하였다.
- 러시아: 블라디미르 푸틴 대통령도 "테러는 국가와 국민을 가리지 않고 위협한다. 이런 악마와 싸우기 위해 국제적인 협력이 어느 때보다 절실히 필요하다"고 했다.
- 미국: 쿠바를 방문 중이던 버락 오바마 미국 대통령도 "국적이나 인종, 종교와 관계없이 테러리즘의 재앙에 맞서 단합된 대응에 나서야 한다"고 촉구했다. 이날 아바나에서 열린 미국 메이저리그 팀과 쿠바 국가대표팀 간의 야구 친선 경기를 관람한 오바마 대통령은 경기 시작 전 브뤼셀 테러 희생자를 묵념하는 시간을 갖기도 했다.
- 영국: 데이비드 캐머런 총리는 "파서난 참사에 충격을 받았으며 조의를 표한다. 어떤 도움되는 일이라고 하겠다"라고 발언했다.
- 튀르키예: 최근 '이슬람국가'(IS) 등의 자살폭탄 테러를 여럿 겪은 튀르키예는 레제프 타이이프 에르도안 대통령이 성명을 통해 "테러리스트들은 앙카라와 이스탄불에 이어 브뤼셀을 공격해 인간과 도덕적 가치를 짓밟았다"며 털어 놓았다. 아흐메트 다부톨루 총리는 "테러의 전모를 전세계에 보여준 이번 브뤼셀에 대한 공격을 저주한다. 벨기에 국민과 정부에 애도를 표하며, 우리 국민을 대표에 연대의 입장을 밝히고 싶다."라며 테러리즘에 대항할 인류 연합에 모두가 함께 서줄 것을 요청했다.
- 프랑스: 프랑수아 올랑드 대통령은 테러는 프랑스와 전 유럽에 대한 공격이며, 국내 및 국제적 규모로 테러와의 전쟁을 계속하겠다고 밝혔다.
- 독일: 앙겔라 메르켈 독일 총리는 "공포는 끝이 없지만 테러에 맞서 싸우겠다는 의지 역시 무한하다"고 말했고 데이비드 캐머런 영국 총리는 "절대로 테러리스트들이 승리하도록 그냥 두지 않겠다"며 피를 토했다.
- 바티칸: 프란치스코 교황은 이번 테러에 대해 "맹목적인 폭력으로 너무나 많은 희생을 빚었다"고 애통해 하면서 희생자들에게 평화와 신의 축복이 함께하기를 기원했다.

프랑스 국기로 불을 켜는 건물들
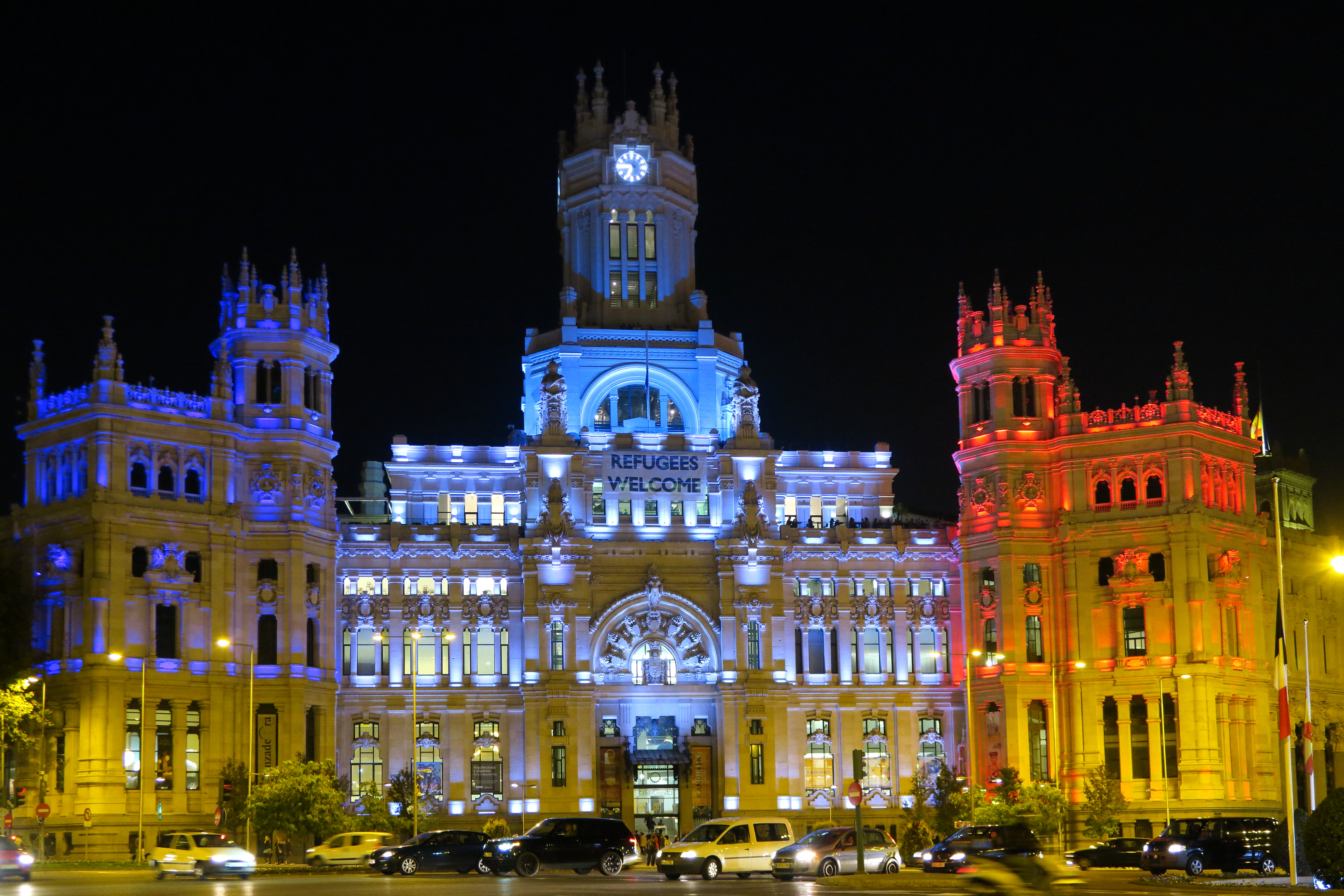
마드리드 시벨레스궁
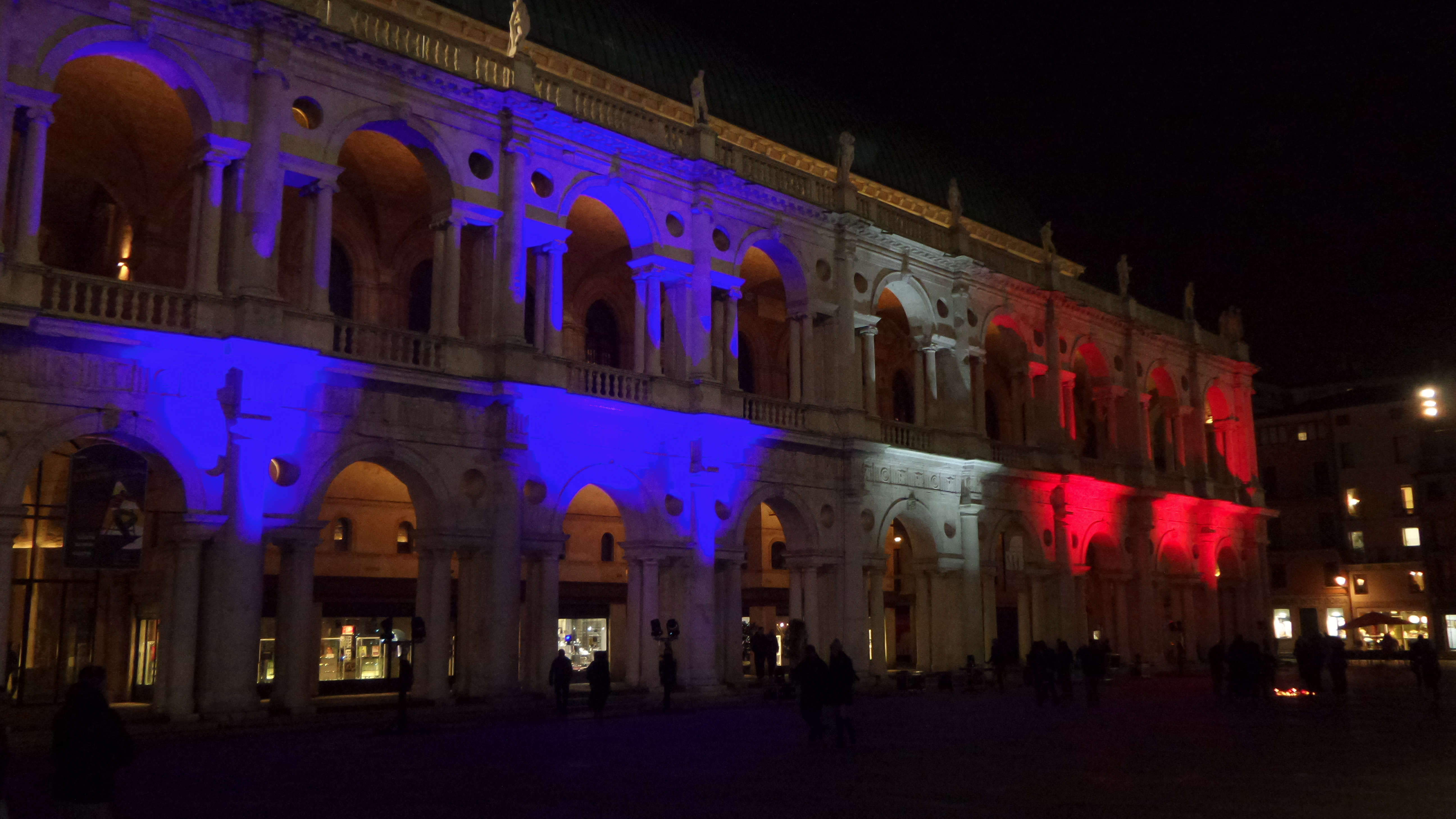
비첸차 바실리카 팔라디아나
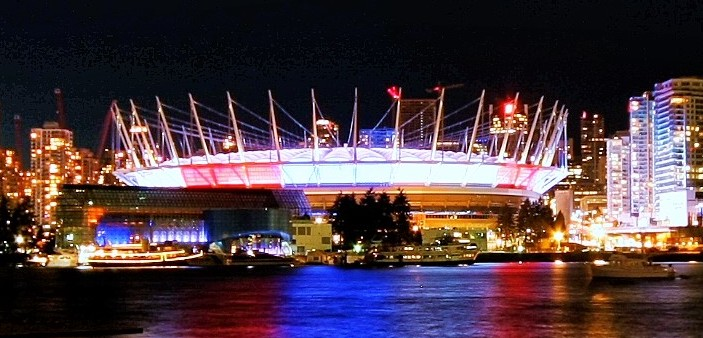
밴쿠버 BC 플레이스
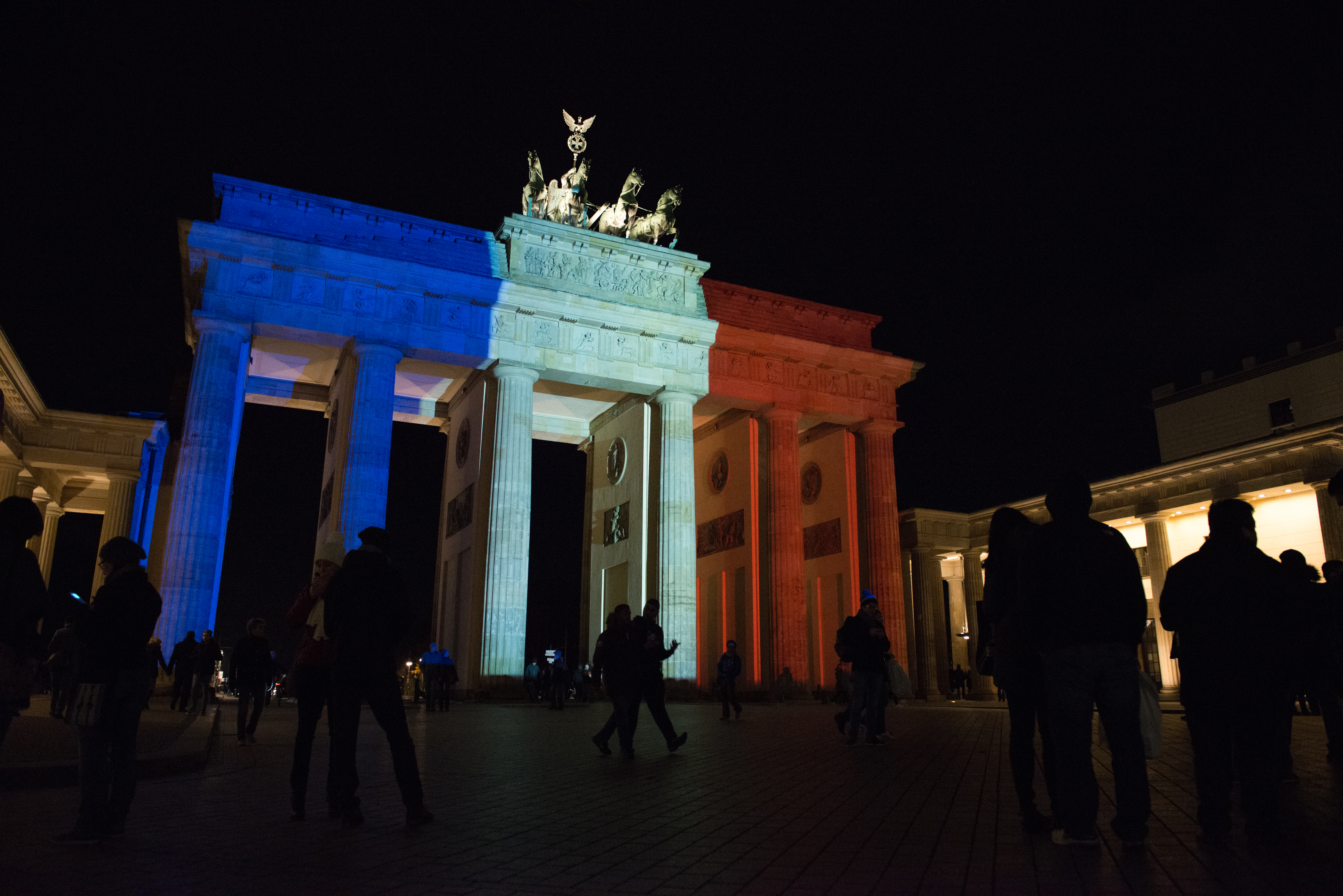
베를린 브란덴부르크 문
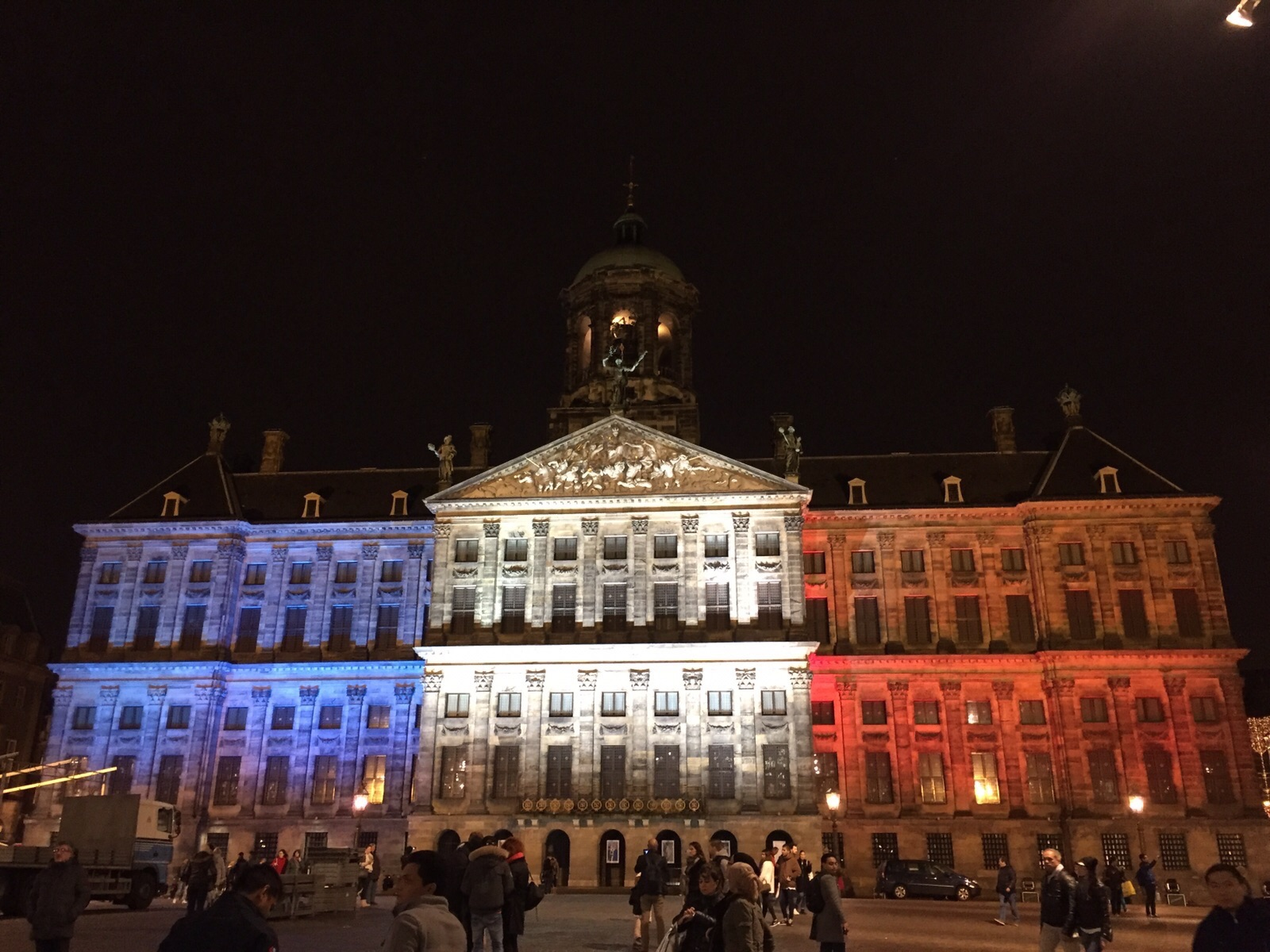
암스테르담 암스테르담 왕궁
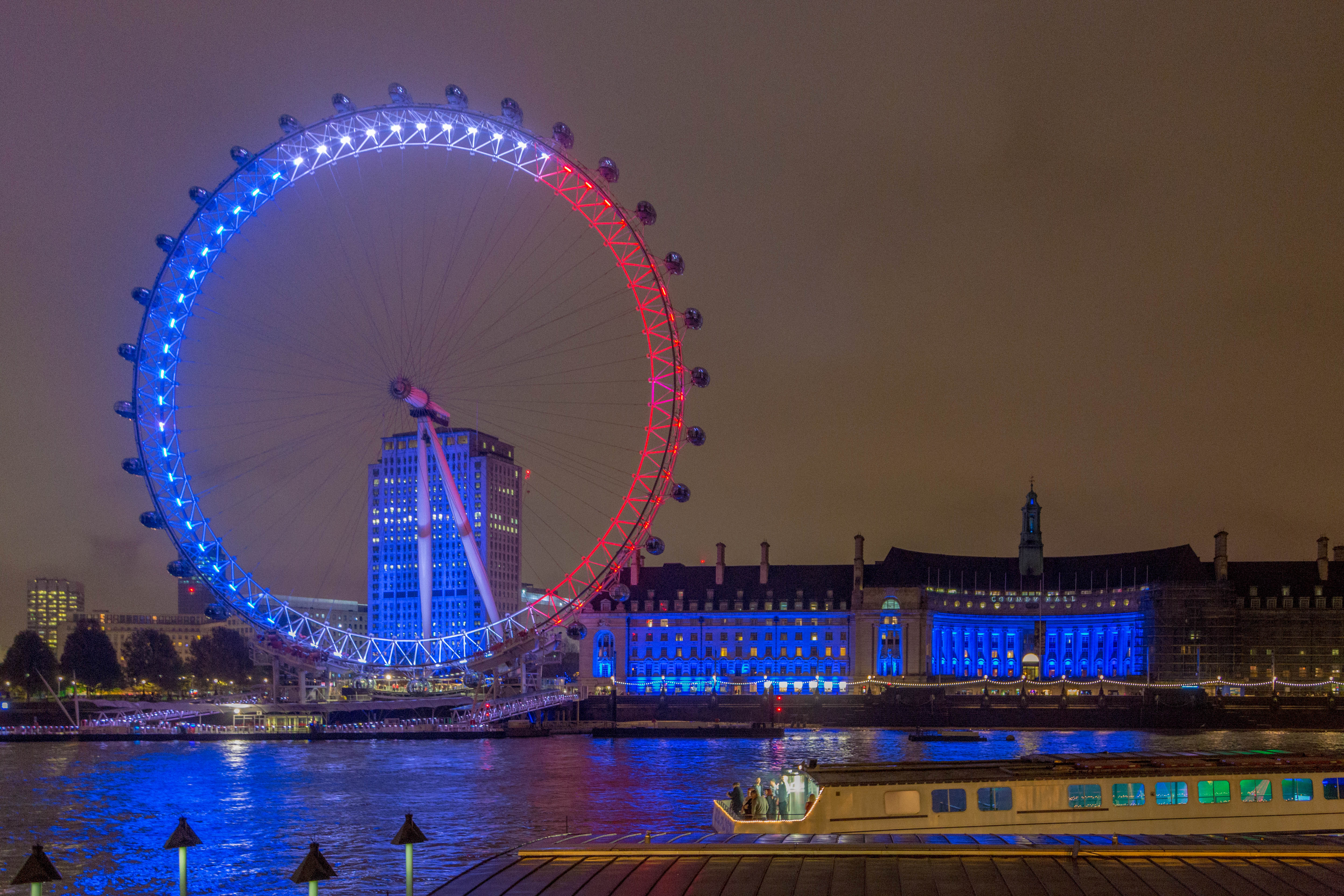
런던 런던 아이
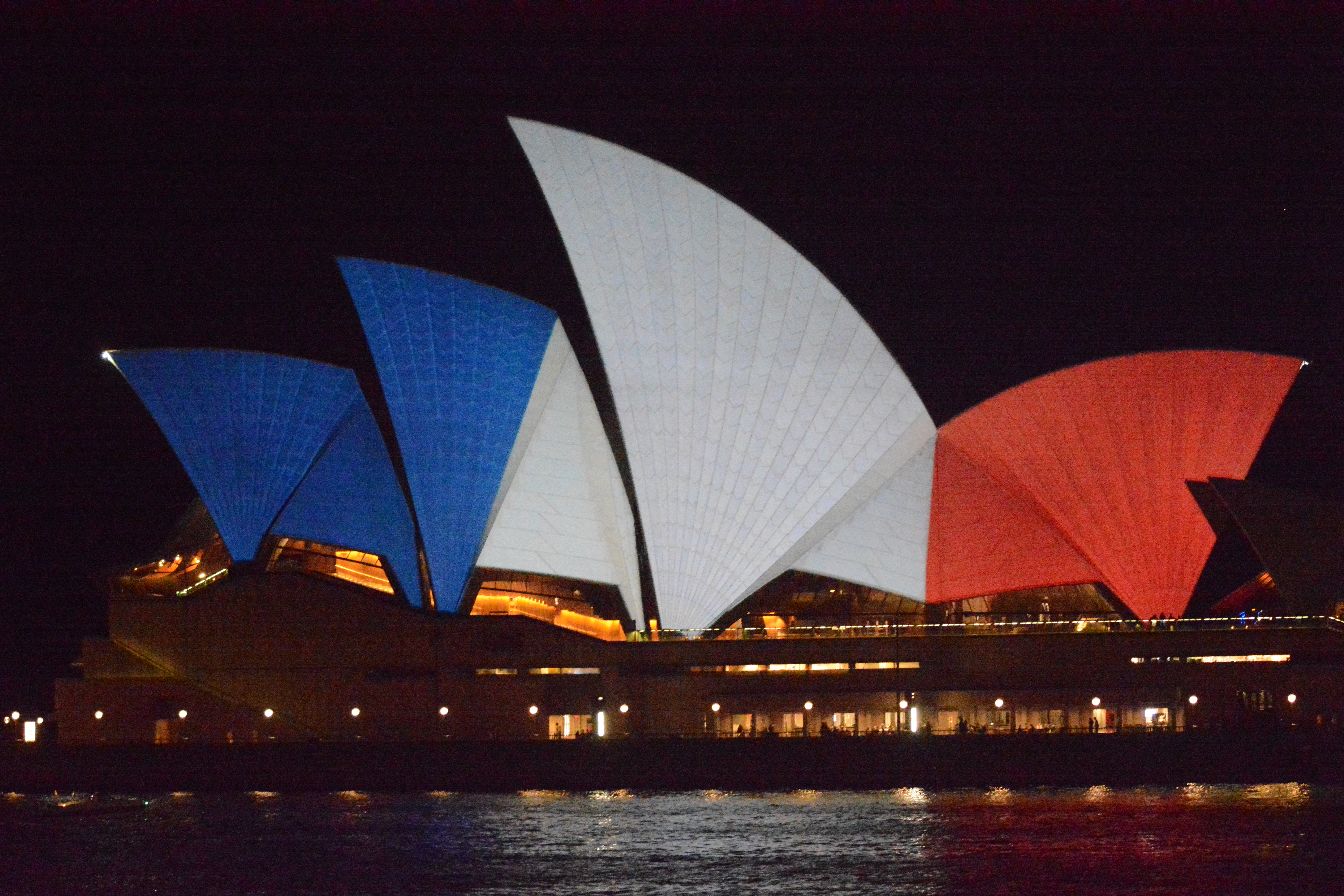
시드니 시드니 오페라 하우스

## 같이 보기
- 샤를리 에브도 테러
- 2015년 베이루트 폭탄 테러
- 2015년 1월 일드프랑스 테러
- 2016년 브뤼셀 폭탄 테러